# Flughafen Rio de Janeiro–Antônio Carlos Jobim

i7
i11
i13
Der Flughafen Rio de Janeiro-Antônio Carlos Jobim, offiziell in Eigenschreibweise RIOgaleão - Aeroporto Internacional Tom Jobim, IATA-Code: GIG, ICAO-Code: SBGL, ist der internationale Verkehrsflughafen der brasilianischen Metropole Rio de Janeiro. Für innerbrasilianische Flüge gibt es auch den Aeroporto Santos Dumont. Seit dem Rekord von 2012 mit 17,5 Millionen Passagieren und 146.358 Flugbewegungen ist der Verkehr allgemein rückläufig. 2023 wurden nurmehr 7,9 Millionen Passagiere und 51.319 Flugbewegungen gezählt.
Am Flughafenbetreiber RIOgaleão sind die Changi Airport Group aus Singapur und die brasilianische Firma Novonor beteiligt.
Der Flughafen wird durch die Força Aérea Brasileira als Militärflugplatz mitgenutzt. Die Luftstreitkräfte bezeichnen ihr Areal, das sich östlich der zivilen Passagierterminal befindet, als Base Aérea do Galeão.

## Geschichte
Die Geschichte des Flughafens begann 1924 mit der Verlegung einer Flugschule auf die Ilha do Governador (Gouverneursinsel) in der Bucht von Guanabara. Im Umfeld begann auch die erste Fertigung brasilianischer Flugzeuge des Typs Muniz sowie die Lizenzproduktion von Flugzeugen der Marken Fokker und Focke-Wulf. 1945 wurde Galeão Stützpunkt der brasilianischen Luftwaffe und internationaler Verkehrsflughafen. Zu dieser Zeit wurden die Passagiere noch mit Barkassen am Wasserflugzeug abgeholt und zu Omnibussen gebracht. Eine erste Brücke, die Ponte do Galeão, zur Verbindung mit dem Festland wurde 1949 eröffnet. Ein Abfertigungsgebäude wurde erst 1950 errichtet.
In den 1970er Jahren wurde der Flughafen zu einem bedeutenden Drehkreuz für die internationale Luftfahrt des Landes und war Ende des Jahrzehnts auch Ziel der Concorde. Das ehemalige Abfertigungsgebäude wurde mit der Eröffnung des heutigen Terminals 1 am 20. Januar 1977 in ein Bürogebäude für den Luftfrachtverkehr umgewandelt. Das Terminal 1 wurde 1992 modernisiert und verfügt aktuell über eine Kapazität von sieben Mio. Passagieren pro Jahr. Anfang 1999 bekam der Flughafen als zusätzlichen Namen den des brasilianischen Musikers Antônio Carlos Jobim. Im selben Jahr ging Terminal 2 mit einer Kapazität von acht Mio. Passagieren in Betrieb.

## Militärische Nutzung
Der militärische Bereich untersteht dem 5. fliegerischen Regionalkommando, Quinto Comando Aéreo Regional (V COMAR). Hier sind vier Esquadrão-Transportflugzeuge stationiert. Daneben gibt es noch das Instandhaltungszentrum Diretoria de Material Aeronáutico e Bélico (DIRMAB).

## Zivile Nutzung

Flughafendiagramm

Der Flughafen Galeão verfügt über zwei halbkreisförmige Flugterminals, die jeweils zwölf Flugsteige besitzen. Es gibt zwei Start- und Landebahnen (10/28 mit 4000 m sowie 15/33 mit 3180 m) auf einer Höhe von 9 m. Der Betreiber gibt die Länge der Start-/Landebahn 10/28 teilweise auch mit 4240 m an. Der Komplex hat eine Fläche von 17.881.696 m².

### Fluggesellschaften und Ziele
Die beiden größten Fluggesellschaften vor Ort sind LATAM Brasil und GOL, die beide eine Basis in Rio unterhalten und von hier aus, neben zahlreichen regionalen Zielen wie São Paulo, Brasília und Belo Horizonte, auch internationale Verbindungen anbieten. Mit Frankfurt wird der Flughafen gegenwärtig durch tägliche Direktflüge von Lufthansa verbunden. Lufthansa bedient die Strecke, mit Ausnahme des Zeitraums von 2005 bis Ende Oktober 2011, schon seit 1956.

### Verkehrszahlen
Das passagierreichste Jahr des Flughafens war 2012 mit 17.495.737 Passagieren, als noch TAM den Flughafen als internationales Drehkreuz nach São Paulo für ihre A330 Flotte nutzte mit Zielen wie Paris, New York und Miami. Zudem kamen auch A330 zwischen Rio de Janeiro und São Paulo regelmäßig zum Einsatz.
| Jahr | Fluggastaufkommen | Fluggastaufkommen | Fluggastaufkommen | Fluggastaufkommen | Fluggastaufkommen | Fluggastaufkommen | Luftfracht (Tonnen) (mit Luftpost) | Luftfracht (Tonnen) (mit Luftpost) | Flugbewegungen | Flugbewegungen |
| Jahr | National          | National          | International     | International     | Gesamt            | Gesamt            | Luftfracht (Tonnen) (mit Luftpost) | Luftfracht (Tonnen) (mit Luftpost) | Flugbewegungen | Flugbewegungen |
| ---- | ----------------- | ----------------- | ----------------- | ----------------- | ----------------- | ----------------- | ---------------------------------- | ---------------------------------- | -------------- | -------------- |
| 2018 | 10.577.425        | –11,44 %          | 4.524.774         | 0+5,24 %          | 15.102.199        | 0–7,02 %          | 89.996                             | +23,05 %                           | 122.214        | 0+1,73 %       |
| 2017 | 11.943.693        | 0+1,42 %          | 4.299.560         | 0–0,63 %          | 16.243.253        | 0+0,87 %          | 73.136                             | 0+4,86 %                           | 120.138        | 0–3,48 %       |
| 2016 | 11.776.093        | 0–8,29 %          | 4.326.918         | 0+5,50 %          | 16.103.011        | 0–4,95 %          | 69.748                             | –41,28 %                           | 124.471        | 0–6,27 %       |
| 2015 | 12.840.816        | 0–3,21 %          | 4.101.413         | 0+1,26 %          | 16.942.229        | 0–2,17 %          | 118.783                            | 0+2,27 %                           | 132.792        | 0–5,52 %       |
| 2014 | 13.267.216        | 0+3,08 %          | 4.050.191         | 0–4,59 %          | 17.317.407        | 0+1,18 %          | 116.147                            | 0+1,11 %                           | 140.556        | 0–1,88 %       |
| 2013 | 12.870.253        | 0–2,51 %          | 4.245.115         | 0–1,15 %          | 17.115.368        | 0–2,17 %          | 114.873                            | 0–2,90 %                           | 143.245        | 0–7,18 %       |
| 2012 | 13.201.049        | +17,75 %          | 4.294.688         | +14,79 %          | 17.495.737        | +17,01 %          | 118.298                            | 0–3,93 %                           | 154.318        | +10,67 %       |
| 2011 | 11.211.468        | +21,72 %          | 3.741.362         | +19,64 %          | 14.952.830        | +21,19 %          | 123.132                            | +13,61 %                           | 139.443        | +13,42 %       |
| 2010 | 9.210.885         | 9.210.885         | 3.127.059         | 3.127.059         | 12.337.944        | 0+4,31 %          | 108.381                            | 0–2,23 %                           | 122.945        | 0+3,07 %       |
| 2009 | -                 | -                 | -                 | -                 | 11.828.656        | 0+9,99 %          | 110.853                            | 0–7,04 %                           | 119.287        | 0–8,66 %       |
| 2008 | -                 | -                 | -                 | -                 | 10.754.689        | 0+3,88 %          | 119.243                            | 0+2,82 %                           | 130.597        | 0+8,93 %       |
| 2007 | -                 | -                 | -                 | -                 | 10.352.616        | +16,89 %          | 115.977                            | 0–2,73 %                           | 119.892        | +18,83 %       |
| 2006 | -                 | -                 | -                 | -                 | 8.856.527         | 8.856.527         | 119.230                            | 119.230                            | 100.895        | 100.895        |

1. ↑  Ab 2010 wird auch Transitfracht berücksichtigt.

## Zwischenfälle
Von 1950 bis Oktober 2022 kam es am Flughafen Rio de Janeiro-Galeão und in seiner näheren Umgebung zu 20 Totalschäden von Flugzeugen. Bei 10 davon kamen 221 Menschen ums Leben. Auszüge:
- Am 8. September 1950 verloren an einer Curtiss C-46A-45-CU Commando der brasilianischen Transportes Aéreos Bandeirantes (TABA) (Luftfahrzeugkennzeichen PP-LDB) im Anflug auf den Flughafen Rio de Janeiro–Santos Dumont (Brasilien) beide Triebwerke an Leistung. Der Kapitän entschied, zum nahegelegenen Flughafen Rio de Janeiro–Galeao auszuweichen. Jedoch ging immer mehr Höhe verloren, so dass eine Notwasserung in der Guanabara-Bucht unvermeidlich wurde. Alle drei Besatzungsmitglieder, die einzigen Insassen, überlebten den Unfall.[14]

- Am 21. Februar 1951 wurde eine Curtiss C-46A-60-CS Commando der brasilianischen Companhia Itaú de Transportes Aéreos (PP-ITF) im Anflug auf den Flughafen Rio de Janeiro–Santos Dumont (Brasilien) durch Turbulenzen derart beeinflusst, dass sie vor der Landebahn 02 aufsetzte. Das rechte Hauptfahrwerk brach ab und das rechte Triebwerk wurde beschädigt. Dennoch gab der Kapitän Vollgas, um auf dem Flughafen Rio de Janeiro–Galeao eine Ausweichlandung durchzuführen, bei der das Flugzeug durch Feuer zerstört wurde. Alle vier Besatzungsmitglieder, die einzigen Insassen auf dem Frachtflug, überlebten den Unfall.[15]

- Am 22. September 1958 verunglückte eine Convair CV-240-2 der brasilianischen VARIG (PP-VCK) auf einem Trainingsflug am Flughafen Rio de Janeiro-Galeao. Bei einer Reihe von Touch-and-Go-Landungen im Regen waren die Scheibenwischer defekt, daher wurde das kleine Sichtfenster geöffnet. Während eines Anflugs löste es sich aus dem Rahmen und fiel so herunter, dass es die Steuersäule blockierte. Beim Versuch, mit Vollgas zu steigen, stürzte die Maschine ab und ging in Flammen auf. Dennoch überlebten alle drei Besatzungsmitglieder, die einzigen Insassen, den Unfall.[16]

- Am 11. Januar 1959 stürzte bei schlechter Sicht und heftigem Regen beim Landeanflug auf den Flughafen Rio de Janeiro-Galeao die aus Dakar kommende Lockheed L-1049G Super Constellation der Lufthansa (D-ALAK) an der Küste ab. Von den 39 Personen an Bord starben alle 29 Passagiere und sieben der zehn Besatzungsmitglieder. Als beitragender Unfallgrund wurde Übermüdung der Besatzung angegeben (siehe auch Lufthansa-Flug 502).[17]

- Am 22. Dezember 1959 kollidierte eine Vickers Viscount 827 der Viação Aérea São Paulo (VASP) (PP-SRG) beim Landeanflug auf den Flughafen Rio de Janeiro-Galeão mit einem militärischen Schulflugzeug und stürzte 4 Kilometer südlich des Flughafens in ein Wohngebiet. Dabei wurden alle 32 Insassen sowie 10 Menschen am Boden getötet. Der Pilot der Militärmaschine des Typs Fokker S-11 der Força Aérea Brasileira war unberechtigt im Anflugbereich des Flughafens herumgeflogen; er rettete sich mit dem Fallschirm.[18]

- Am 26. Januar 1960 kollidierte eine Tragfläche einer Fairchild C-82A Packet der brasilianischen Cruzeiro do Sul (PP-CEM) während des Rollens auf dem Flughafen Rio de Janeiro-Galeao mit einer geparkten Consolidated PB4Y-2 Privateer (ZP-CAD) der ALAS Guaranies SA. Personen kamen nicht zu Schaden. Beide Flugzeuge wurden irreparabel beschädigt.[19]

- Am 24. Juni 1960 stürzte eine Convair CV-340 der brasilianischen REAL Transportes Aéreos (PP-YRB) im Anflug auf den Flughafen Rio de Janeiro-Galeao ab. Die Maschine flog gerade eine Kurve in Wolken, als sie in die Guanabara-Bucht stürzte. Alle 54 Insassen, fünf Besatzungsmitglieder und 49 Passagiere, kamen ums Leben. Es war der schwerste Unfall einer Convair CV-340, gemessen an der Anzahl der Todesopfer[20]

- Am 19. Juni 1961 schlug eine Lockheed L-1649A Starliner der argentinischen Trans Atlantica Argentina (LV-GLH) bei der Landung auf dem Flughafen Rio de Janeiro–Galeao kurz vor der Landebahn auf einen Erdhaufen auf. Dabei wurde das Fahrwerk abgerissen. Das Flugzeug rutschte noch 1050 Meter auf der Landebahn entlang, bevor es zum Stillstand kam. Es wurde irreparabel beschädigt. Alle Insassen überlebten den Unfall.[21]

- Am 28. Februar 1962 wurde mit einer Lockheed L-049 Constellation der brasilianischen Panair do Brasil (PP-PCR) auf dem Flughafen Rio de Janeiro-Galeão eine geplante Bauchlandung durchgeführt. Die in Belo Horizonte gestartete Maschine war auf dem Weg zum Flughafen Belém/Val-de-Cans, als es nach dem Start Probleme mit dem Fahrwerk gab. Die Piloten entschieden sich, nach Rio de Janeiro auszuweichen und dort kontrolliert mit teilweise eingefahrenem Fahrwerk zu landen. Alle 25 Insassen überlebten den Unfall. Das Flugzeug wurde stark beschädigt und aus dem Verkehr gezogen.[22]

- Am 20. August 1962 brach der Kapitän einer Douglas DC-8-33 der Panair do Brasil (PP-PDT) erst zu einem späten Zeitpunkt den Start seiner Maschine vom Flughafen Rio de Janeiro-Galeão ab. Das Flugzeug überrollte das Landebahnende und stürzte ins Meer. Bei den Flugunfalluntersuchungen wurde festgestellt, dass zwar die Bremsen betätigt wurden, die Schubumkehr jedoch nach den Beschädigungen aller Triebwerke nicht mehr funktionierte. Die Notbeleuchtung funktionierte nicht, und die Passagiere waren weder über die Lage der Notausgänge noch die Benutzung der Schwimmwesten informiert worden. Nachdem das Flugzeug etwa 100 Meter abgetrieben war, sank es innerhalb von 25 Minuten. Von 105 Personen an Bord kamen 15 ums Leben (siehe auch Panair-do-Brasil-Flug 026).[23]

- Am 8. April 1963 brach an einer Douglas DC-7C der Panair do Brasil (PP-PDM) bei einem Trainingsflug am Flughafen Rio de Janeiro-Galeão das Bugfahrwerk zusammen. Die beiden inneren Triebwerke (Nummer 2 und 3) wurden abgerissen, beschädigten die Treibstofftanks und lösten ein Feuer aus. Die 7 Besatzungsmitglieder überlebten den Totalschaden des Flugzeugs.[24]

- Am 26. März 1964 stürzte eine Curtiss C-46D-15-CU Commando der brasilianischen VASP (Viação Aérea São Paulo) (PP-LDL) auf einem Testflug in die Guanabara-Bucht. Während des Testfluges entwickelte sich ein Feuer im Triebwerk Nr. 2, das nicht gelöscht werden konnte. Die Besatzung brachte den Propeller in die Segelstellung und versuchte, zum Ausgangspunkt zurückzukehren, dem Flughafen Rio de Janeiro–Galeao. Vor Erreichen des Flughafens brach die rechte Tragfläche ab und das Flugzeug stürzte ins Meer. Alle 3 Besatzungsmitglieder, die einzigen Insassen auf dem Testflug, kamen ums Leben (siehe auch Flugunfall der Curtiss C-46 PP-LDL der VASP).[25]

- Am 3. März 1965 geriet eine Vickers Viscount 701C der brasilianischen Viação Aérea São Paulo (VASP) (PP-SRQ) bei einem Trainingsflug auf dem Flughafen Rio de Janeiro-Galeao von der Startbahn ab, als ein Triebwerksausfall simuliert wurde. Das Flugzeug wurde irreparabel beschädigt. Die vier Besatzungsmitglieder, die einzigen Insassen, überlebten.[26]

- Am 9. Juni 1973 befand sich eine Boeing 707-327C-Frachtmaschine (PP-VLJ) der VARIG im Anflug auf Rio de Janeiro, als der Kapitän versehentlich die Störklappen aktivierte. Die Maschine ging daraufhin aus einer Höhe von 70 Metern in einen steilen Sinkflug über, streifte die Landebahnbefeuerung und schlug hart auf dem Boden auf, wobei zwei der vier Besatzungsmitglieder an Bord ums Leben kamen (siehe auch Flugunfall einer Boeing 707 der VARIG bei Rio de Janeiro 1973).[27]

- Am 26. Juli 1979 kollidierte eine Boeing 707-330C der Lufthansa (D-ABUY) auf einem Frachtflug kurz nach dem Start von Rio de Janeiro nach Dakar mit einem Berg bei Petrópolis. Grund waren fehlerhafte Anweisungen der Flugsicherung. Die dreiköpfige Besatzung kam ums Leben (siehe auch Hauptartikel Lufthansa-Flug 527).[28]

- Am 2. Dezember 1985 geriet eine Boeing 747-228B der Air France (F-GCBC) nach einer zunächst normal verlaufenen Landung auf dem Flughafen Rio de Janeiro-Galeão rund 2000 Meter hinter dem Bahnbeginn nach rechts von der Landebahn ab. Das Flugzeug rollte 765 Meter über Gras; beim Überrollen eines Entwässerungsgrabens und der Betonkante des Vorfelds brach das gesamte Fahrwerk zusammen. Auch auf dem Vorfeld drehte sich die Maschine über 275 Meter bis zum Stillstand, wobei die Triebwerke 2 bis 4 (links innen bis rechts außen) noch mit vollem Umkehrschub liefen und das Triebwerk 1 (links außen) entgegengesetzt mit vollem Vorwärtsschub lief, weil das Steuerkabel gerissen war. Alle 282 Insassen, 17 Besatzungsmitglieder und 265 Passagiere, überlebten den Unfall. Zum Unfall führten eine Kombination aus Übermüdung der Besatzung, Konstruktionsfehler im Triebwerktyp, Wartungsfehler bei Air France sowie Defizite im Betriebshandbuch und Training der Air France.[29]